# Туранка (приток Вола)
Туранка — река в России, протекает по территории Шарьинского района Костромской области и Ветлужского района Нижегородской. Устье реки находится в 36 км по левому берегу реки Вол. Длина реки составляет 25 км, площадь водосборного бассейна — 217 км².

## Данные водного реестра
По данным государственного водного реестра России относится к Верхневолжскому бассейновому округу, водохозяйственный участок реки — Ветлуга от города Ветлуга и до устья, речной подбассейн реки — Волга от впадения Оки до Куйбышевского водохранилища (без бассейна Суры). Речной бассейн реки — (Верхняя) Волга до Куйбышевского водохранилища (без бассейна Оки).
По данным геоинформационной системы водохозяйственного районирования территории РФ, подготовленной Федеральным агентством водных ресурсов:
- Код водного объекта в государственном водном реестре — 08010400212110000042505
- Код по гидрологической изученности (ГИ) — 110004250
- Код бассейна — 08.01.04.002
- Номер тома по ГИ — 10
- Выпуск по ГИ — 0

### Притоки (км от устья)
- 8 км: река Большая Туранка[3] (лв)
- 12,5 км: река Мятевка (лв)